# Severo García
Severo García Barreto (ur. w 1808 w Somondoco, zm. 16 marca 1890 w Tunji) – kolumbijski duchowny rzymskokatolicki, biskup Tunji.

## Biografia
14 listopada 1830 otrzymał święcenia diakonatu. Znany był ze wspaniałych kazań i przemówień w obronie Kościoła, a zwłaszcza arcybiskupa Santa Fe w Nowej Grenadzie Manuela José Mosquery, w okresie prześladowań antyklerykalnych. W 1871 asystował przy sakrze Ignacego Antoniego Parry.
18 listopada 1881 papież Leon XIII mianował go biskupem Tunji. 12 marca 1882 w katedrze w Tunji przyjął sakrę biskupią z rąk emerytowanego biskupa Nowej Pamplony Bonifacego Antoniego Toscano. Współkonsekratorem był biskup pomocniczy Santa Fe w Nowej Grenadzie i dotychczasowy administrator diecezji Tunji Mosé Higuera.
Severo García Barreto był historycznie pierwszym biskupem Tunji, aczkolwiek mianowany ponad rok po powstaniu diecezji, zastał ją już częściowo zorganizowaną przez administratora Mosé Higuerę. Bp García Barreto zakupił połowę starego klasztoru koncepcjonistek dla seminarium diecezjalnego. Dbał o wspólnoty zakonne.
Z katedry zrezygnował przed 19 kwietnia 1886. 4 lutego 1888 otrzymał od papieża arcybiskupstwo tytularne Chalcis in Syria. Zmarł 16 marca 1890.